# 大寺催化剂
大寺催化剂（英語：Otera's catalyst）是一种用于催化酯交换反应的有机锡催化剂，是由日本化学家大寺純蔵等人在1965年报导的一种金属有机锡的异硫氰酸衍生物。
其为一种中强路易斯酸，除了催化酯交换反应，也可催化酯化反应、缩醛裂解以及硅醚裂解。外观上为无色晶体，不溶于水，可溶于常见有机溶剂，目前尚无市售。

## 制备
大寺催化剂可由有机锡氧化物与有机锡卤化物反应得到：
2 R2SnO + 2 R2SnX2 → (XR2SnOSnR2X)2
具体来说，是利用二丁基氧锡（R=Bu-）与二异硫酸二丁基锡酯（R= Bu-，X=SCN-）进行反应。
其也可以经八丁基四氯锡氧烷与异硫氰酸钠反应得到。

## 应用
大寺催化剂主要用于催化酯交换反应。即使其不是那么出名，但仍然有一些全合成中用到了它，如前沟藻内酯P（Amphidinolide P）和螺旋前列腺素B（Spirotryprostatin B）。
在催化酯交换反应中，锡作为路易斯酸位点，反应底物醇与处于桥位的异硫氰根发生置换形成活性醇-催化剂中间体，随后进攻酯羰基，经重排形成反应产物。